# Alter Friedhof (Korschenbroich)

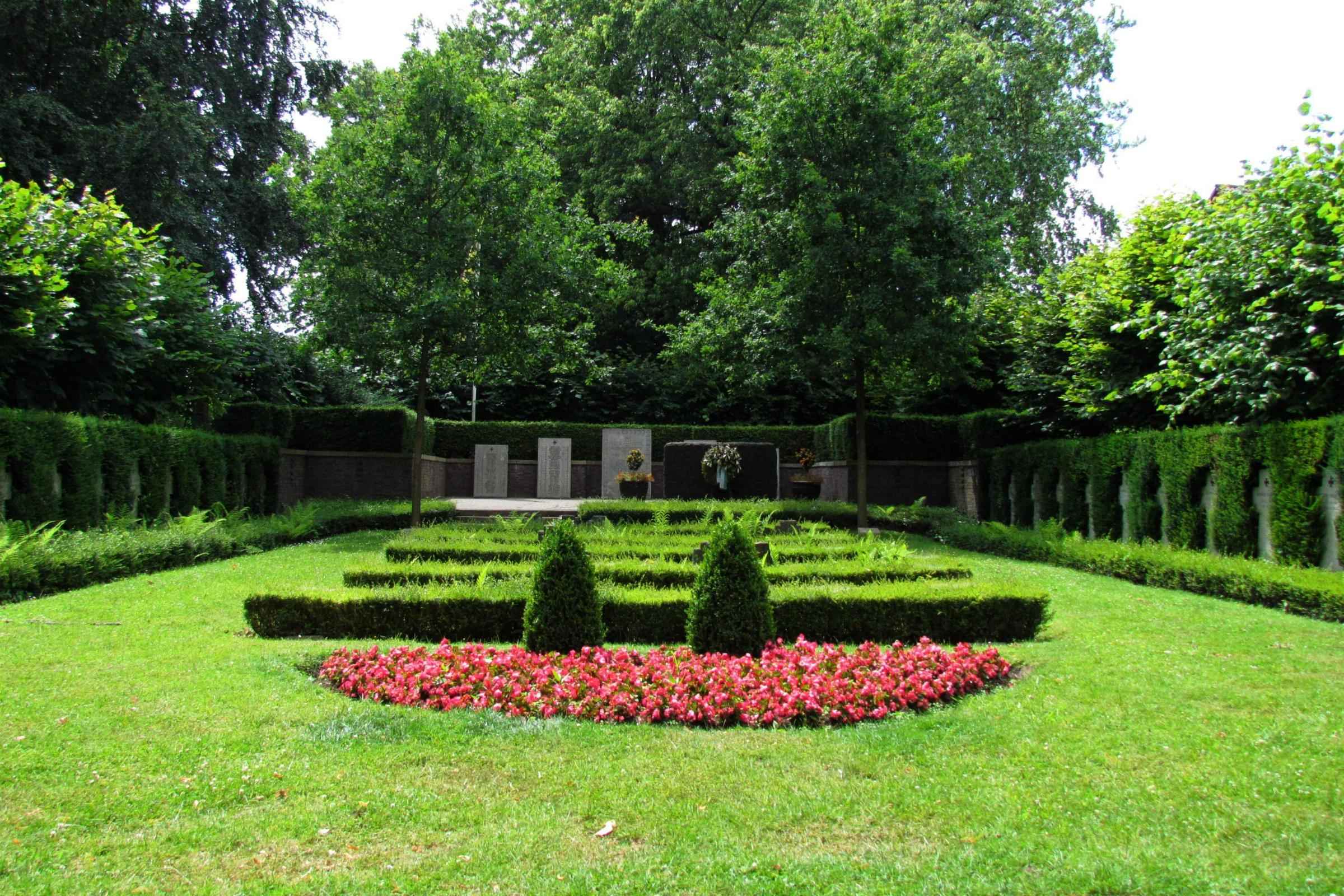
Alter Friedhof

Der Alte Friedhof  befindet sich in Korschenbroich im Rhein-Kreis Neuss in Nordrhein-Westfalen, Pescher Straße.
Der Friedhof wurde 1859, 1863 und 1887 angelegt und unter Nr. 197 am 27. Mai 2009 in die Liste der Baudenkmäler in Korschenbroich eingetragen.

## Architektur
Es handelt sich um den alten Friedhof aus 1859, 1863 und 1887 einschließlich Feldbrandsteinmauer, Hochkreuz, Priestergrablage und Kriegsgräberstätte.